# Ford Model A (1903)
З 1927 до 1931 року випускалась друга, більше відома модель «Форд» з індексом А.
Ford Model A — перша модель автомобіля американської автомобілебудівної компанії Ford Motor Company, яка розпочала її виробництво у 1903 році на заводі «Ford Piquette Avenue Plant» у Детройті.
23 липня 1903 року дантист Ернст Пфеннінг (англ. Dr. Ernst Pfenning) з Чикаго (штат Іллінойс), став першим власником моделі А. З 1903 до 1904 року було виготовлено 1750 автомобілів. У 1904 році «Model А» була замінена на «Ford Model C».

## Основні характеристики

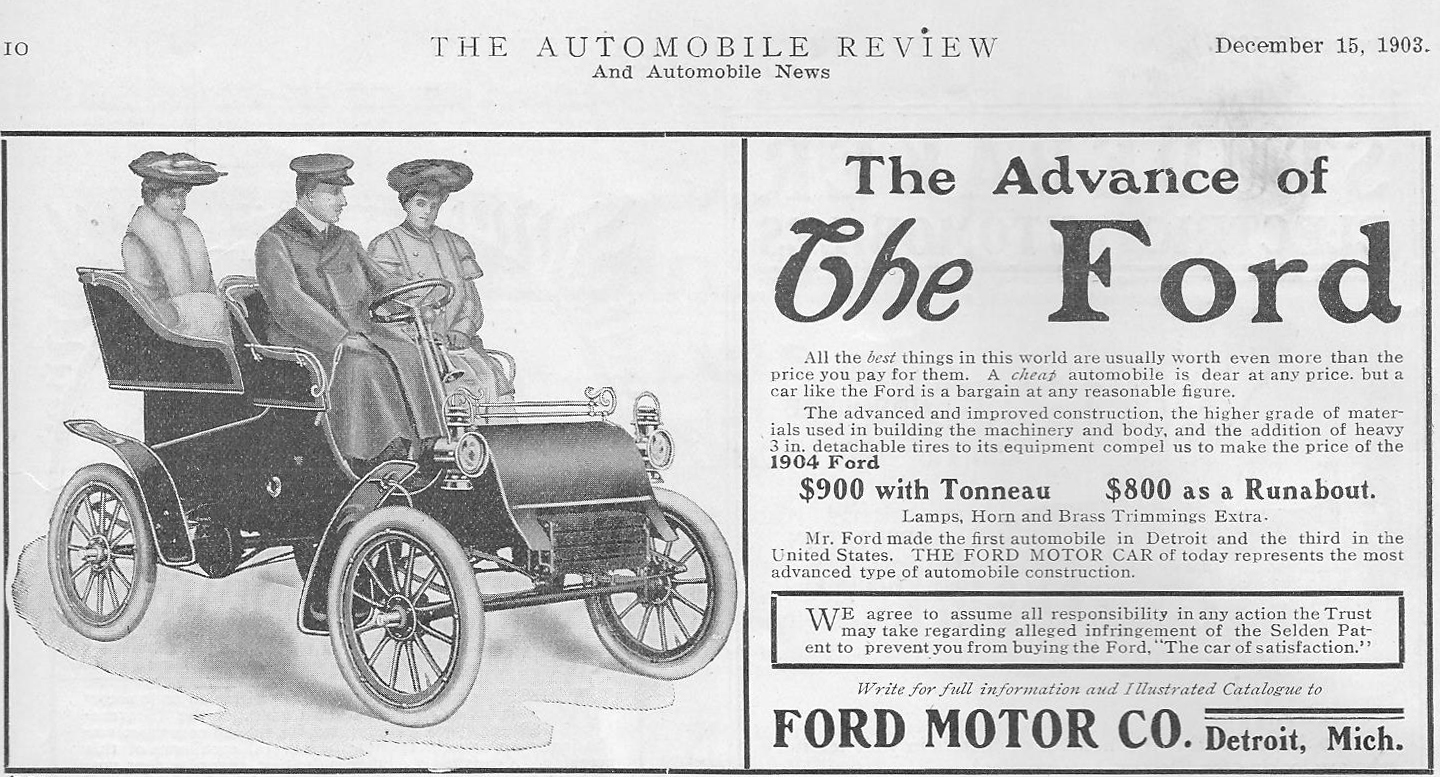
Газетна реклама «Model A» 15 грудня 1903 року

Автомобіль мав вигляд двомісної коляски ($800) або чотиримісний варіант з можливістю встановлення тентового даху ($900). Двоциліндровий опозитний двигун (англ. flat-twin engine) внутрішнього згоряння розвивав потужність 8 к. с. (6 кВт), на автомобілі стояла планетарна коробка передач із двома ступенями руху вперед та із передачею заднього ходу, маса автомобіля становила 1240 фунтів (562 кг) і він міг розвивати швидкість у 45 миль/год (72 км/год). Колісна база — 1,8 м. Базова ціна авто була US$750. Опційно можна було встановити два задні сидіння та задні двері за US$100, гумовий тентовий дах за US$30 або дах зі шкіри за US$50. Гальмо стрічкового типу встановлювалось лише на задні колеса. Однак, ціна була на 150 доларів більшою, ніж у його прямого конкурента, «Oldsmobile Curved Dash», так що продажі не були великими.
Компанія витратила майже всі інвестиції в обсязі US$28,000 (US$669,000 у сучасній валюті), і коли було продано перший автомобіль, на її рахунку було лише 223 долари 65 центів. Зрештою продажі моделі забезпечили прибутковість її виробництва для Ford Motor Company і це був перший успішний бізнес Генрі Форда.
Хоча Генрі Форд позиціював «Model A» як «найнадійнішу машину у світі» та «просту настільки, що 15-річний хлопець може нею керувати», тим не менш, автомобіль страждав від багатьох проблем, що були спільними для транспортних засобів у той час, в тому числі перегрівання двигуна та проковзування передач. «Model A» продавалась лише у червоному заводському кольорі, хоча деякі були згодом перефарбовані в інші кольори.

## «Model AC»
Деякі автомобілі «Model А» 1904 року оснащувались потужнішим двигуном від пізнішої «Model С» і продавались як «Model АС».